# ماریوش
ماریوش (به لهستانی: Mariusz)، نام کوچک لهستانی‌ست و ممکن است به یکی از موارد زیر اشاره داشته باشد:
- ماریوش پوجانوفسکی
- ماریوش پودکوشکیلنی
- ماریوش سیمبیدا
- ماریوش فیرستنبرگ
- ماریوش لواندوفسکی
- ماریوش یوپ